# 自然地理學

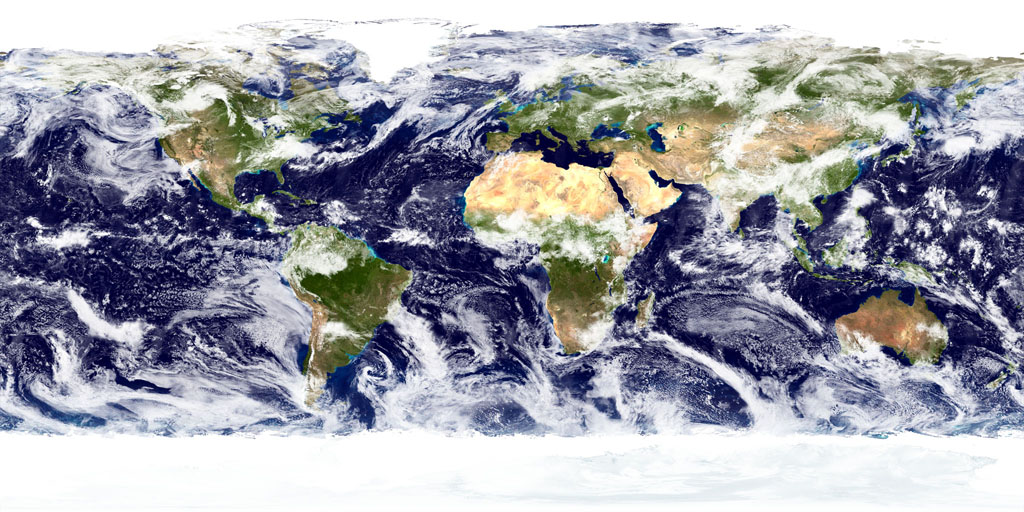
地球岩石圈及大气圈的原色图像

自然地理学是地理学兩大分支之一，注重于研究自然环境的形式和活动。而相对地，对建成环境的研究则归属于人文地理学。在自然地理研究中，地球常按照不同的环境被分为几个圈层，如大气圈、生物圈、岩石圈、水圈等。对自然地理学的研究常常使用跨学科的研究方法以及系统思维。

## 发展简史

### 萌芽阶段

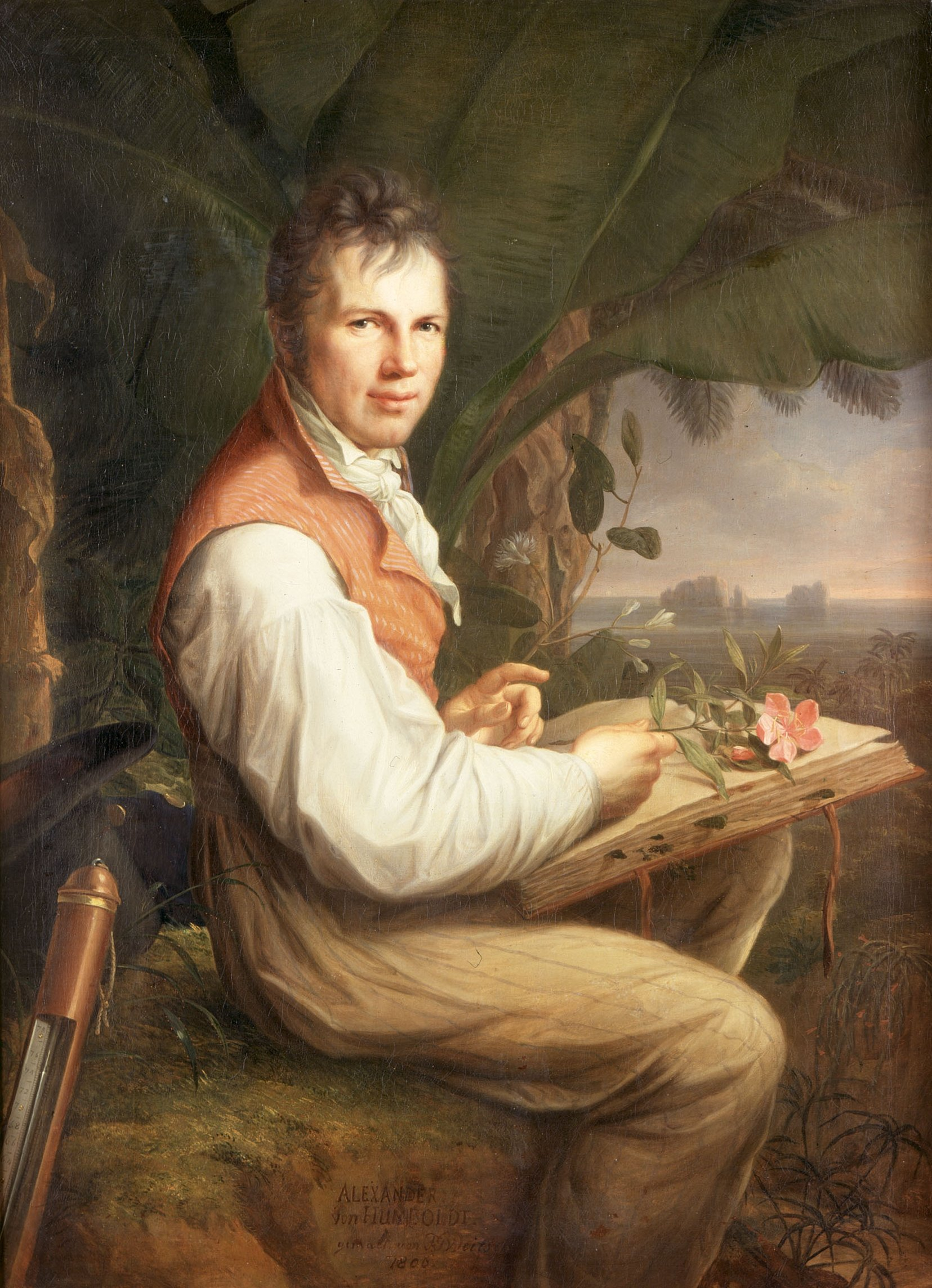
亞歷山大·馮·洪堡

18世紀中葉，康德於德國哥尼斯堡的大學之中，曾經任教自然地理學。18世纪末，德国人亞歷山大·馮·洪堡首先把自然界当作一个统一的整体来研究，探究自然界的因果联系。其研究成果为自然地理学奠定了基础。

### 发展阶段
20世纪60年代以来， 自然地理学採用现代观测和分析手段进行研究。主要航空摄影（航照）、雷达、红外线扫描成像和卫星观测等技术。这些技术从广度和深度上扩大了综合地理学研究的视野，使综合自然地理学的研究从简单的因果关系进入复杂的自然地理系统结构的研究。现在，综合自然地理学还广泛地参与区域综合开发和规划、国土资源規劃整治、环境预测等实际应用的研究。

## 研究內容

### 目標
- 研究气候、地貌、水文、土壤、植被和动物群落等自然地理因素间的相互关系以及彼此之间的物质和能量相互转化的过程；
- 研究自然地理环境的发展变化规律，探求调节和控制的途径和预测其发展变化的趋势；
- 研究自然地理环境的地域分异规律；
- 对自然环境进行综合研究和评价；
- 研究人为环境的形成原因，寻求合理开发以及保护的途径。[2]

### 領域

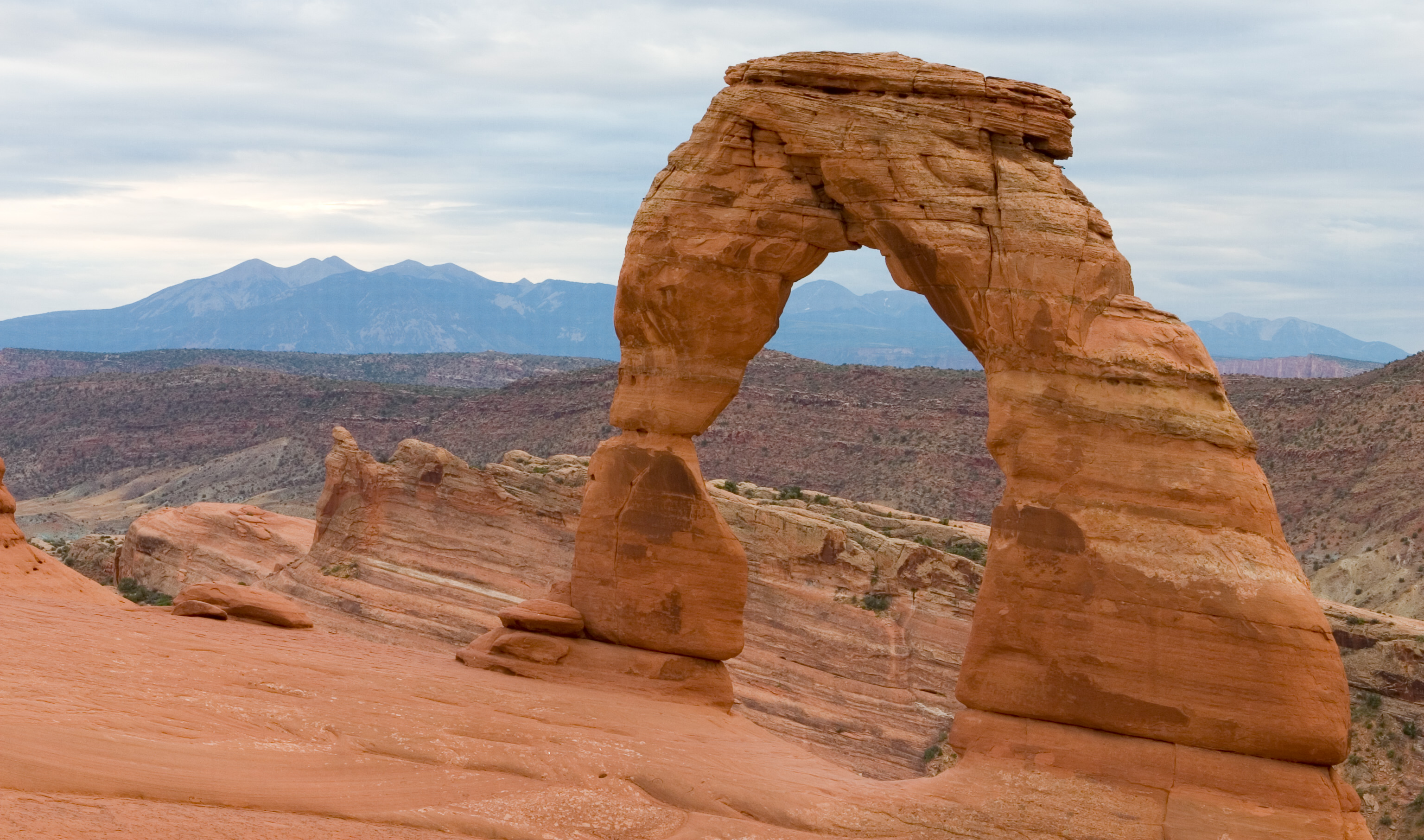
天然拱

- 天然拱地貌学：是关注和探索地球表面过去及现时的形态的科学。地貌学在研究具体地形地貌的不同环境时产生了几个子领域，如沙漠地貌学和河流作用地貌学等。虽然子领域不同，但这些领域又以其产生过程为核心而合为一体，即构造过程或气候过程。地貌通过现场观测、物理实验、数值模拟（地貌量计学）等相结合方法，旨在了解地形的历史和动态，并预测其未来的变化。地貌量计学的早期研究是土壤学（土壤科学的两个主要分支之一）的基础。

曲流的形成

- 曲流的形成水文学：主要关注的是以水循环为代表的地球表面、近表面的土壤和岩石、水转移的数量和质量以及空間分布和時間变化。因此，其研究包括了河流、湖泊、蓄水层和部分冰川中水的动态过程。水文学源自工程学，因而在研究中使用了大量的定量分析法，不过，它的确有包含了大量系统方法的地球科学的一面。和自然地理学的大部分领域类似，在研究具体水体时，水文学可与其他学科交叉，从而形成诸如湖沼学和生态水文学等边缘学科。

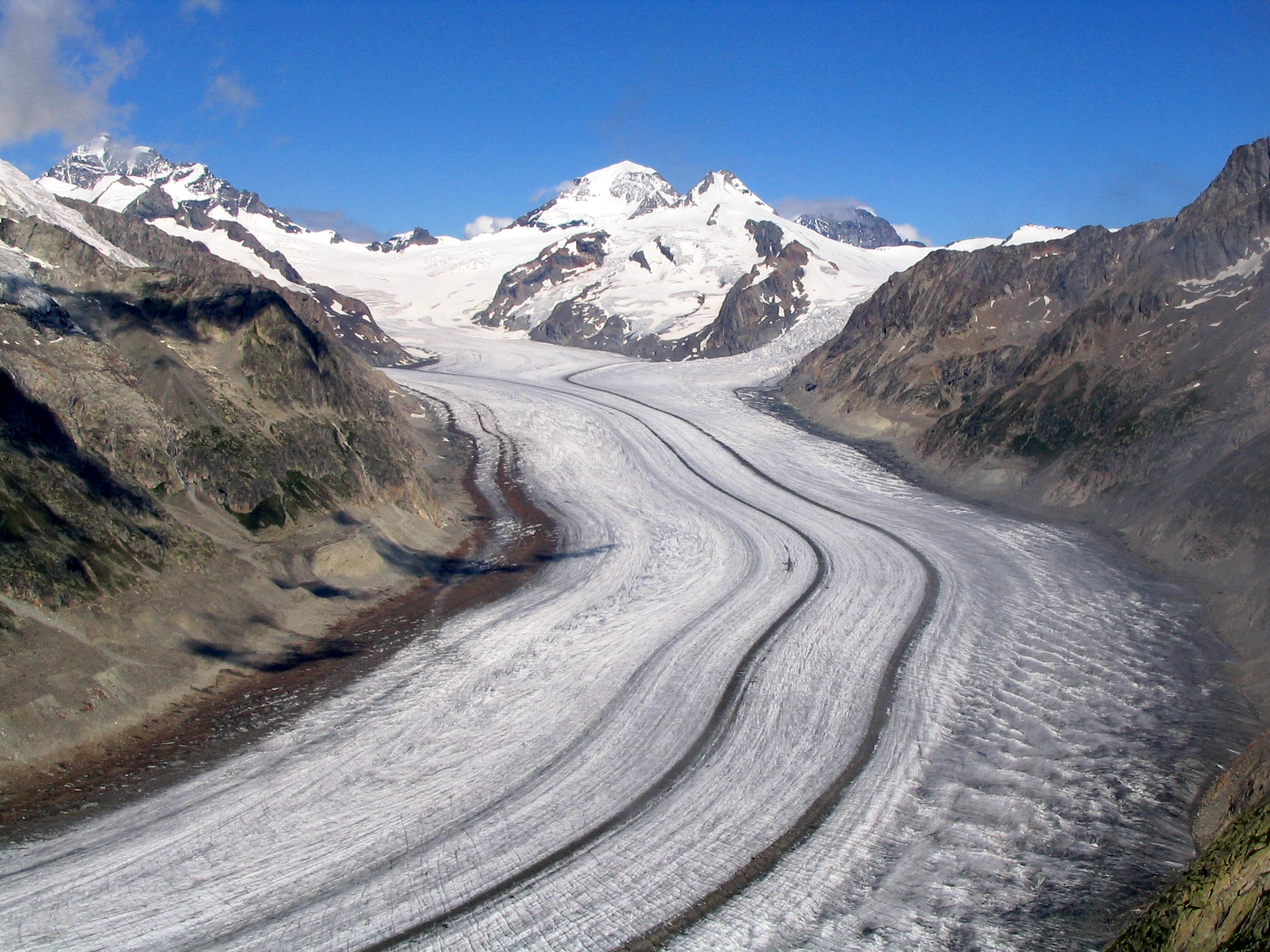
高山冰川

- 高山冰川冰川学：是研究冰盖和冰川、或者更常见的冰冻层以及一切涉冰现象的科学。冰盖的典型形态是大陆冰盖，而冰川的典型是阿尔卑斯冰河。尽管该领域的研究类似于对动态冰原和冰川的研究，但后者主要注重于冰川和现时气候的交互，其影响主要是冰川对景观上的。冰川学也因研究冰原和冰川的因素和过程而分为积雪水文学和冰川地质学等。

华莱士线

- 华莱士线生物地理学：是一门处理物种分布的地理模式和由其引发的进程的科学。生物地理学因阿弗雷德·罗素·华莱士的贡献而成为了一门学科，但是在20世纪晚期之前，生物地理学因其观点和描述性的研究被广泛的认为是自然产生的。自生物地理学成为一门学问以来，它的主要促进因素一直被认为是演化、板块构造论和岛屿生物地理学理论。生物地理学可以大致分为五个子学科：岛屿生物地理学、古生物地理学、系统地理学、动物地理学和植物地理学。

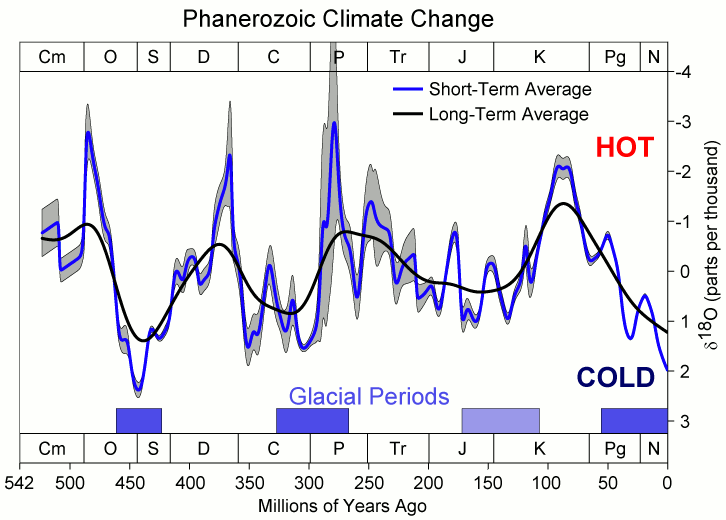
气候趋势

- 气候趋势气候学：是研究气候，即长时期内天气条件平均值的科学。气候学是研究较短时期内大气过程的气象学的反方向学科，它研究气象学家所找出天气模式/现象的趋势和频率。气候学研究微观（地区性）和宏观（全球性）的气候现象，自然因素和人为因素同时作用其中。由研究的区域和具体的现象或时段，气候学可大致分为热带气旋降雨气候学和古气候学。

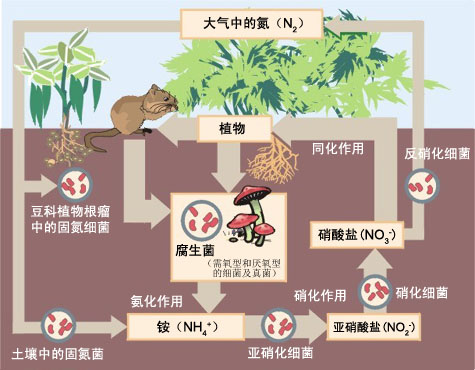
氮循环

- 氮循环土壤学：是研究土壤及其自然环境的科学。它是土壤科学的两个主要分支之一，另一个分支是土壤生态学。土壤学主要是针对成土、土壤形态和土壤分类。因为气候（水、空气、温度）、土壤生命（微生物、植物、动物）、矿物材料与土壤（生物地质化学循环）及其地位和于景观作用（如红土化作用）之间复杂的相互关系，在自然地理学中土壤学被大量研究采用。
- 古地理学：是通过研究保存在地层记录中材料的地质时间而研究大陆分布的一门科学。古地理学是一门交叉学科，几乎关于大陆分布的所有证据都来源于地质学中的化石和地球物理。化石和地球物理的数据证明了大陆漂移学说、板块构造论和超大陆学说。这些学说又反过来支持一些古地理学理论，如超大陆旋回。

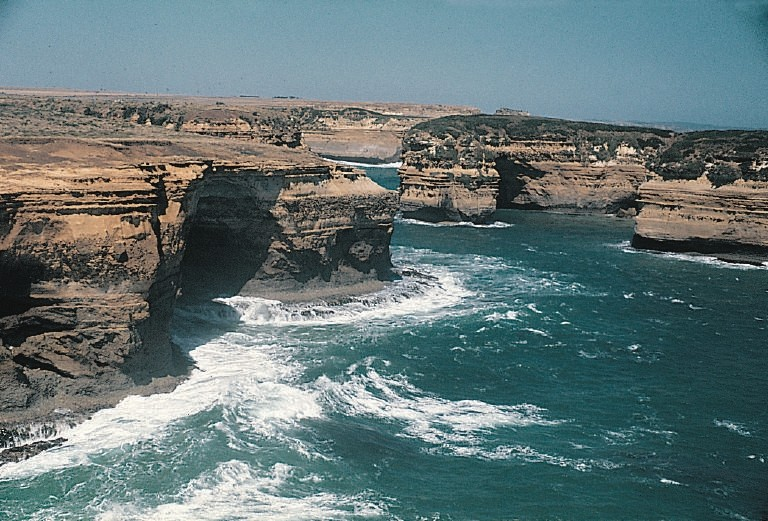
高能量海岸

- 高能量海岸海岸地理学：是研究海洋和陆地之间动态界面的科学，是将自然海岸（即沿海地貌学、地质学和海洋学）和人造海岸相结合。它涉及海岸的风化过程，特别是海浪运动、泥沙运动和风化；以及人类与海岸的互动关系。海岸地理学以研究海岸地貌为主。当然，海岸地理学还研究海平面变化。

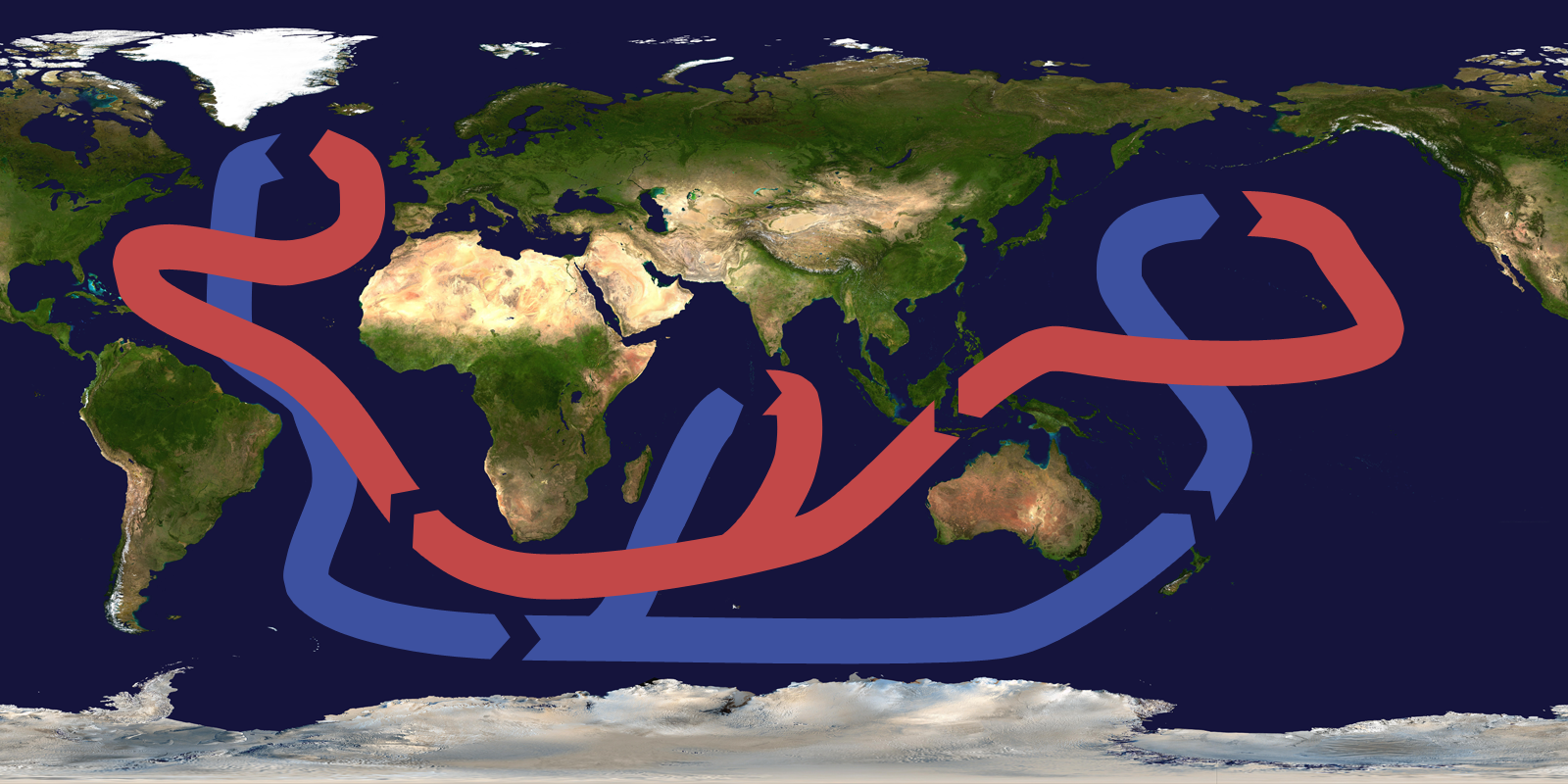
温盐环流

- 温盐环流海洋学：是自然地理学的一个分支，其研究对象为地球上的海和洋。海洋学研究范围很广，包括海洋生物学和生态系统动力学（海洋生物学）；海流、海浪和地球物理流体动力学（海洋物理学）；板块构造和地质海楼（海洋地质学） ；以及跨国界的海洋物理性质和化学性质的变化（海洋化学）。这些研究范围体现了海洋学的多学科性质，而海洋学家则倾向于混合学科的研究以以进一步了解世界海洋的过程和现象。
- 第四纪科学：是一个跨学科研究领域，关注于第四纪时期（至今260万年）。该领域研究最后一个冰川期和最近的全新世冰退阶段，使用代理证据来重建这一时期的环境，以推断当时气候和环境发生的变化。

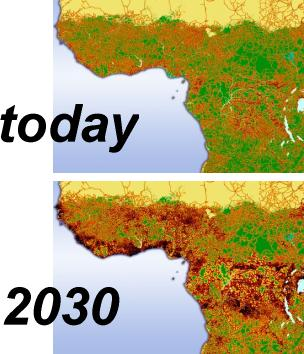
生境破碎

- 生境破碎景观生态学：是生态学和地理学的一个交叉学科，解决在时空变化景观如何影响生态过程的问题，如分布状态和环境中能量、物质、个体的流动（这反过来又影响到地形“元素”自身的分布状态，如灌木篱墙）。该领域由德国地理学家卡尔·特罗尔在处理应用型和整体型环境问题时的景观生态代表时首创研究。生物地理学和环境生态学的主要区别是，后者关心的是流动问题或能源和物质对景观的改变问题，而前者则关心的是物种模式的空间格局和化学周期变化。

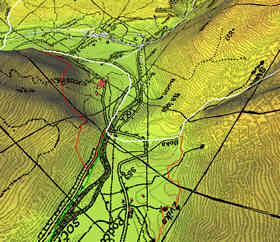
数字高程模型

- 数字高程模型地球空间信息学：是收集、储存、加工并提供地理信息的科学。地球空间信息学包括大地测量学（测量并描绘地球的重力场及其他一些地球动力学现象，如地壳运动、海洋潮汐、极移现象等的学科）、GIS（采集、存储、分析和管理地理数据和相关属性的系统）和遥感（从人造卫星或飞机对地面观测，并以电磁传播与接收技术，以收取目标的讯息并加以进行分析的技术）。

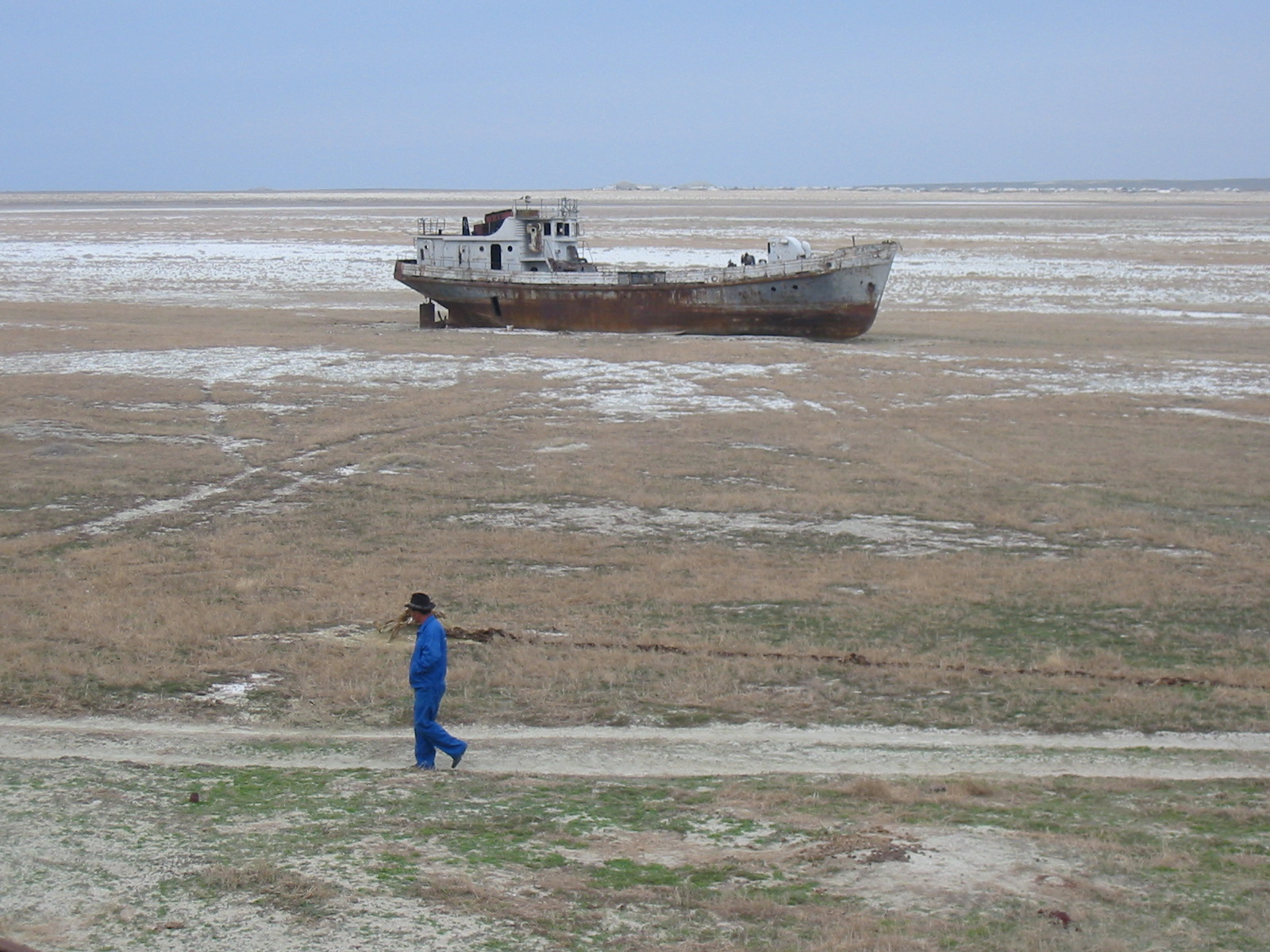
盐害

- 盐害环境地理学：是地理学的一个分支，用以描述人类与自然世界空间方面之间的相互作用。该分支在自然地理和人文地理之间架起了一座桥梁，因此需要了解地质动态、气象、水文、生物地理、地貌等和人类社会概念化的环境。该分支学科在过去比现在的理论更引人瞩目，如环境决定论将社会和自然环境相联系。现在它在很大程度上成为了环境管理者或人为影响环境或与之相反的研究领域。

### 腳註
1. ↑  .   [2008-08-19]. （原始内容存档于2009-05-01）.
2. ↑  林爱文; 等. . 武汉: 武汉大学出版社. 2008: 3. ISBN 978-7-307-06074-6.

### 文獻
- Smithson, Peter; et al. . Routledge, London. 2002.
- Holden, Joseph. . Prentice-Hall, London. 2004.
- Summerfield, Mike. . Longman, London. 1991.
- Wainwright, John; Mulligan, M. . John Wiley and Sons Ltd, London. 2003.
- Inkpen, Robert. . Routledge, London. 2004.